# Heneage Finch, 1. hrabě z Nottinghamu
Heneage Finch, 1. hrabě z Nottinghamu (Heneage Finch, 1st Earl of Nottingham, 1st Baron Finch of Daventry, 1st Baronet Finch of Raunston) (23. prosince 1620 – 18. prosince 1682) byl anglický právník a politik. Významného postavení dosáhl po obnovení monarchie v závěru občanské války. Po roce 1660 byl dlouholetým poslancem Dolní sněmovny a zastával vysoké funkce v justici. Od roku 1673 byl s titulem barona členem Sněmovny lordů a v letech 1673–1682 byl anglickým lordem kancléřem. V roce 1681 získal titul hraběte z Nottinghamu. V úspěšné kariéře pokračovali i jeho synové Daniel Finch, 2. hrabě z Nottinghamu (1647–1730), a Heneage Finch, 1. hrabě z Aylesfordu (1649–1719).

## Životopis
Pocházel ze starobylé šlechtické rodiny Finchů, byl synem předsedy Dolní sněmovny Sira Heneage Finche (1580–1631). Studoval ve Westminsteru a Oxfordu, již během občanské války se uplatnil jako úspěšný právník. V roce 1660 podpořil restauraci Stuartovců a byl členem Dolní sněmovny (1660 a 1661–1673). Již v roce 1660 zároveň získal titul baroneta a v letech 1660–1670 byl nejvyšším státním zástupcem (solicitor general), poté právním zástupcem koruny (attorney general) (1670–1673). Vrcholem jeho kariéry byla funkce lorda kancléře (1673–1682), v roce 1673 byl též krátce místopředsedou Dolní sněmovny a v letech 1674–1679 byl zároveň jedním z lordů admirality. Od roku 1673 byl s titulem barona členem Sněmovny lordů a v roce 1679 byl jmenován členem Tajné rady. V roce 1681 byl povýšen na hraběte z Nottinghamu. Současníci všech politických proudů oceňovali jeho mravní bezúhonnost, skromné vystupování, vynikajicí znalost práva a řečnické umění. Své právnické zkušenosti zúročil také jako spisovatel. Jeho majetkem byl londýnský palác Nottingham House, známý též pod názvem Finch House. Toto sídlo později potomci prodali královské rodině a po četných přestavbách je dnes známé pod názvem Kensingtonský palác.
S manželkou Elizabeth Harvey (1627–1676) z vlivné parlamentní rodiny měl početné potomstvo. Pokračovatelem rodu byl významný politik Daniel Finch, 2. hrabě z Nottinghamu (1647–1730), mladší syn Heneage Finch, 1. hrabě z Aylesfordu (1649–1719) zastával vysoké funkce v justici a založil rodovou linii hrabat z Aylesfordu. Dcera Elizabeth (1650–1675) se provdala za poslance Sira Samuela Grimstona, předka rodu hrabat z Verulamu.